# Janalychas
Genre
Janalychas est un genre de scorpions de la famille des Buthidae.

## Distribution
Les espèces de ce genre se rencontrent en Asie du Sud et en Birmanie.

## Liste des espèces
Selon The Scorpion Files (30/12/2020) :
- Janalychas albimanus (Henderson, 1919)
- Janalychas farkasi (Kovařík, 1997)
- Janalychas granulatus Mirza, 2020
- Janalychas heurtaultae (Kovařík, 1997)
- Janalychas keralaensis Mirza, 2020
- Janalychas laevifrons (Pocock, 1897)
- Janalychas shoplandi (Oates, 1888)
- Janalychas srilankensis (Lourenço, 1997)
- Janalychas tricarinatus (Simon, 1884)

## Étymologie
Ce genre est nommé en l'honneur de Jana Štundlová.

## Publication originale
- Kovařík, 2019 : « Taxonomic reassessment of the genera Lychas, Mesobuthus, and Olivierus, with descriptions of four new genera (Scorpiones: Buthidae). » Euscorpius, no 288, p. 1-27 (texte intégral).